# Кунашахар
39°15′12″ пн. ш. 65°05′58″ сх. д. / 39.253333333333° пн. ш. 65.099444444444° сх. д.
Кунашахар (узб. Koʻhnashahar, Кўҳнашаҳар) — міське селище в Узбекистані, в Мубарецькому районі Кашкадар'їнської області.
Населення 0,13 тис. мешканців (1986).
Статус міського селища з 2009 року.